# Carl-Hermann Rudloff
Carl-Hermann Rudloff (* 27. Juli 1890 in Gründorf, Schlesien; † 7. Juni 1949 Frankfurt am Main) war ein deutscher Architekt, der unter der Leitung von Ernst May am Neuen Frankfurt arbeitete.
Rudloff war zunächst selbständig in Breslau tätig, sein Büro hatte er im Haus Sternstraße 45. Während dieser Zeit entstand auch sein (nicht ausgeführter) Wettbewerbsentwurf für den Chicago Tribune Tower. Als Direktor der Schlesischen Heimstätte beauftragte Ernst May Rudloff mit der Ausarbeitung des Entwurfs der Domäne Hirschberg.
Als May 1925 nach Frankfurt ging, nahm er Rudloff mit, der fortan für die AG für kleine Wohnungen (heute: ABG Frankfurt Holding) tätig war.
Als Assistent Mays wird ihm mittlerweile ein wesentliches Mitwirken am Projekt und einigen seiner Bauten bescheinigt, so in der Siedlung Höhenblick.
Sein Nachlass befindet sich im Archiv der Ernst-May-Gesellschaft.

## Ehrungen
Die Carl-Hermann-Rudloff-Allee in Frankfurt-Kalbach-Riedberg wurde im April 2013 nach ihm benannt.